# Lasioglossum polygoni
Lasioglossum polygoni là một loài Hymenoptera trong họ Halictidae. Loài này được Cockerell mô tả khoa học năm 1929.

## Hình ảnh

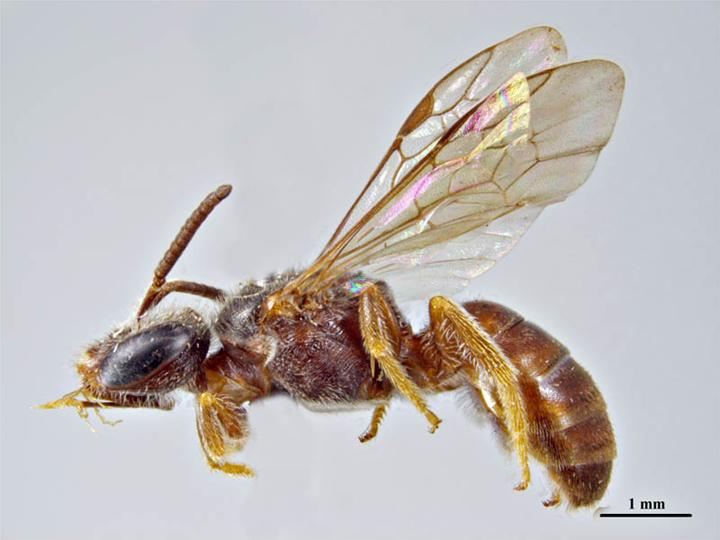
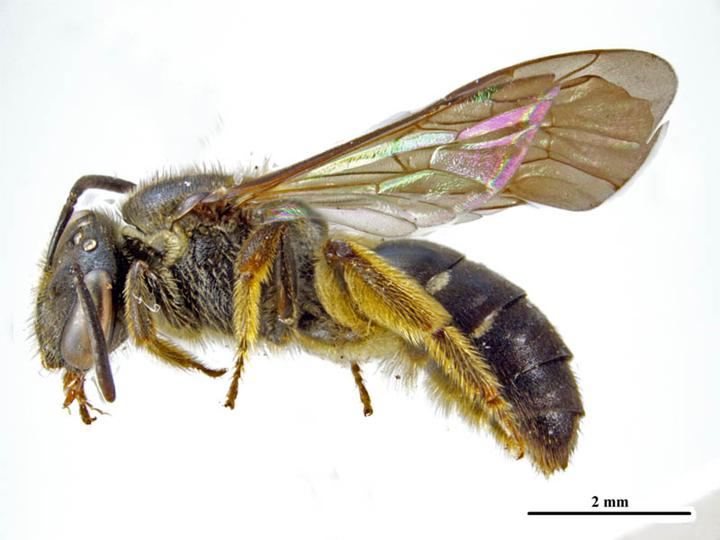
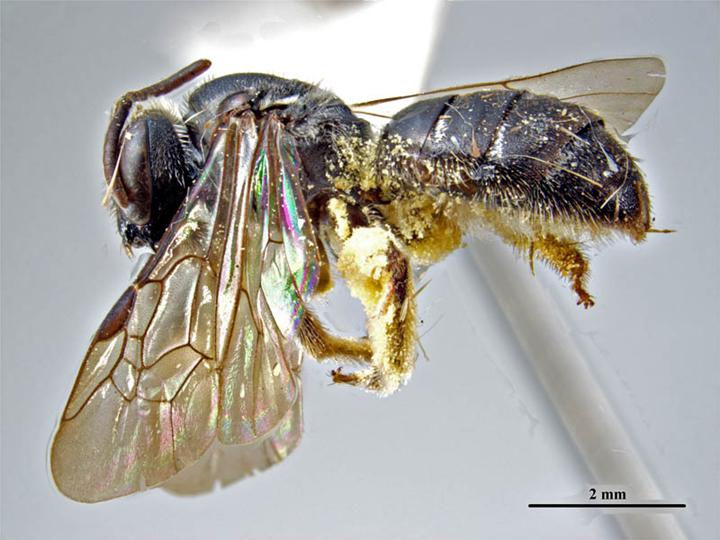
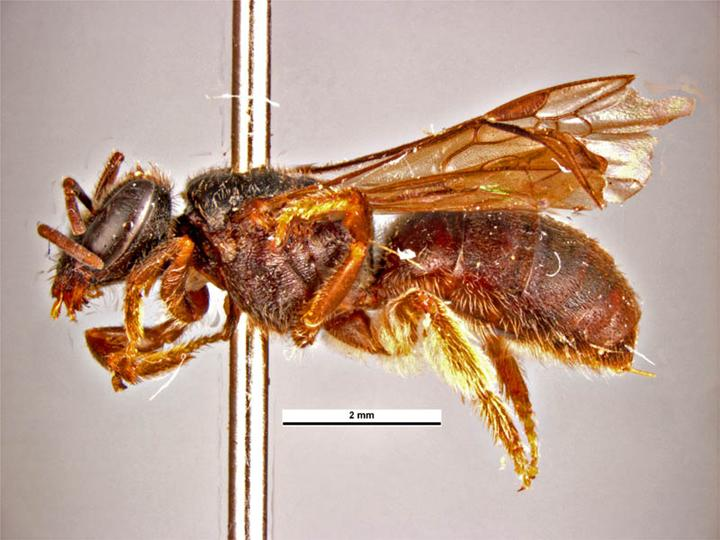